# جنان السبيل
يعتبر جنان السبيل بفاس، والذي يسمى أيضا جنان بوجلود، من أجمل الحدائق على المستوى الوطني (المملكة المغربية)، وهو يمتد على مساحة تناهز ثمانية هكتارات، ويقع قرب ساحة باب بوجلود التاريخية، محاذيا لساحة البطحاء التي بصمت تاريخ المغرب بالتوقيع على وثيقة الاستقلال في 11 يناير سنة 1944 من لذن عدد من الزعماء السياسيين والوطنيين. 
أُحدث جنان السبيل في القرن 18 من طرف السلطان المولى عبد الله العلوي، ليصبح بعد ذلك روضا مخصصا للأمراء والأميرات محاطا بأسوار عالية، قبل أن يفتح في وجه العموم سنة 1917 م، وهو يمثل أعرق حديقة على الإطلاق توفرت عليها العاصمة العلمية للمملكة المغربية.
تزخر حديقة جنان السبيل بنباتات فريدة من نوعها، وقد شكل تنظيمها المميز جوهرة في عقد التقاليد الأندلسية. فهذا الفضاء المشبع بالتاريخ، هو ذاكرة تمثل أقدم وأعرق حديقة عمومية تمتاز بها العاصمة الروحية للمملكة المغربية.
هذه الحديقة تحمل كل معاني الإرث التاريخي والجمالي الذي طبع هذه الحاضرة المغربية على مدى قرون عديدة. تمتد على مساحة 8 هكتارات وتضم حوالي 1000 نوع من المغروسات وتشبه في شكلها ومرافقها الحدائق الموجودة في الفردوس المفقود أرض الأندلس، وهي لا زالت صامدة وجميلة ومفعمة بالكثير من الهدوء والسكينة، رغم ما يهددها من خاطر لعل أبرزها شح ونقص في الماء.

## بنية الحديقة
تتوفر الحديقة على سبع أبواب ضخمة ومزركشة من الحديد، تتجسد بداخلها روعة طبيعية خلابة تحيط بنافورات وجداول وأحواض، فضلا عن مستطيلات ومربعات من العشب والأزهار وأنواع كثيرة من الأشجار الكثيفة، يقدر المهتمون عددها بنحو 1000 نوع، منها ما هو نادر ولا يوجد مثيل له إلا في الصين والهند كالخيزران، كما تعيش بها نباتات نادرة منها السكاس والكاميروس، ويزداد جمال البستان بأشجار الليمون والبرتقال والرمان. كما يتوفر على غابة كثيفة تتكون من أشجار النخيل والصنوبر السامق والأوكالبتوس تحمي بظلالها أنواعا عديدة من الزهور والورود والشجيرات ذات الأصل الإفريقي أو الأوروبي أو الآسيوي، منها ما تمت إضافته إلى هذه الحديقة خلال أشغال إصلاحها وترميمها سنة 2010.
كتب المؤرخون الكثير من الروائع والذكريات عن جنان السبيل، ونظم حوله الشعراء والزجالون الكثير من قصائد المدح، وتغنى به عدد من المطربين، فهذه الحديقة التاريخية لا زالت حاضرة في وجدان الكثير من سكان المدينة وزوارها، ولا زالت تحتفظ بتوهجها وعظمتها، بفضل ما تتوفر عليه من مناظر جمالية وطبيعية ومعالم تاريخية.

## إعادة الهيكلة
بعد أن تعرضت الحديقة على مر السنوات للإهمال، مما أدى إلى تلاشي تجهيزاتها أو إتلافها وتخريبها، بادرت سنة 2010 مؤسسة محمد السادس لحماية البيئة، التي ترأسها الأميرة حسناء، إلى إنقاذ جنان السبيل وإعادته إلى ما كان عليه قبل ثلاثة قرون، حيث تم ترميم الأحواض والممرات والنافورات والساقيات والقنوات والنوريات، كما تم إحداث نافورة للزينة على أحد المجاري المائية بالحديقة على أنقاض النافورات الخشبية العتيقة، فيما تم وسط بركته المائية إحداث جزيرة غرست بأشجار النخيل ووضعت بداخلها طيور الإوز والبط وكذلك أصناف من الأسماك، كما تم إنشاء أحواض للرياحين بالجانب الجنوبي الشرقي للحديقة لاستعادة ذكريات تلك الحدائق الفاسية التي كانت تحيط الزوار بعبقها المتميز.
ولصيانة الحديقة والحفاظ عليها، تم إحداث مجموعة الجماعات المحلية لمدينة فاس التي أنيط بها القيام بهذه العملية، بدعم من عمالة فاس ومجلس الجهة، حيث رصدت لهذا الغرض ميزانية خاصة تقدر بـ 15 مليون درهم سنويا (ما يقارب مليون ونصف المليون دولار)، يخصص ثلثاها لليد العاملة والإدارة والثلث الباقي للآليات والأغراس، كما كما أصبح لهذا المنتزه طاقم بشري قار يعتني به طيلة السنة، يتكون من 14 حارسا و 22 عاملا وسائقا واحدا، بالإضافة إلى طاقم إداري يتكون من مدير ومساعديه، وضعت رهن إشاراتهم جميع المعدات الضرورية لإنجاح هذه العملية.
وجاء مشروع تأهيل منتزه جنان السبيل الذي أعيد فتحه بعد عملية الترميم في وجه العموم خلال يونيو من سنة 2012، في إطار برنامج مدن مُزهرة الذي يهدف إلى الانضمام إلى الشبكة العالمية للحدائق التاريخية. 